# Halvvägshus
Halvvägshus är en utslussåtgärd inom Sveriges kriminalvård vars syfte är att underlätta villkorlig frigivning av fängelsedömda. 
Vistelse i halvvägshus innebär att en intagen är placerad i ett av Kriminalvården kontrollerat hem som är anpassat för att ge intagna särskilt stöd och tillsyn.
Vistelse i halvvägshus är öppnare än den på öppen anstalt men den intagne får inte vistas utanför halvvägshuset annat än på särskilt bestämda tider. För att kunna beviljas vistelse i halvvägshus ska 
1. den intagne ha avtjänat minst halva strafftiden, dock minst tre månader
2. det inte finnas någon beaktansvärd risk för att han eller hon kommer att begå brott, undandra sig straffets fullgörande eller på annat sätt allvarligt missköta sig, och
3. han eller hon utföra arbete, få behandling eller delta i utbildning eller särskilt anordnad verksamhet.[2]

Den som vistas på halvvägshus kan även bära elektronisk fotboja. Halvvägshus administreras av frivården trots att klienten tillhör anstaltssidan.
Verksamheten med halvvägshus infördes i Sverige den 1 januari 2007. Ett exempel på halvvägshus är behandlingshemmet Björka i Stockholm.